# Vetor biológico

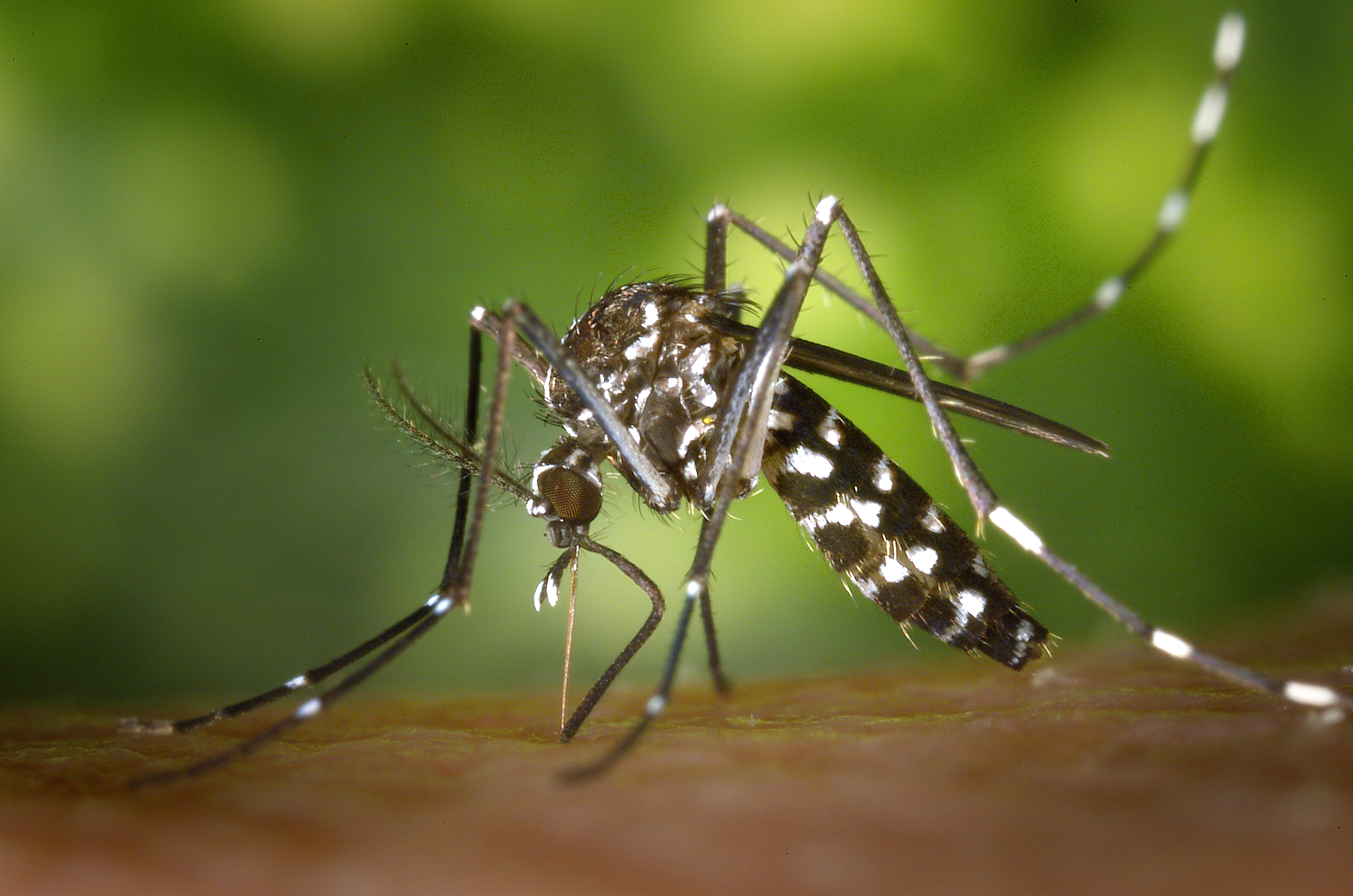
Aedes aegypti é o vetor de doenças como a dengue e zica.

Em termos biológicos, um vetor é qualquer agente (pessoa, animal ou microorganismo) que transporta e transmite um patogénico a outro organismo vivo. Os vetores biológicos estudam-se por ser causas de doenças, mas também como possíveis curas.

## Vetor epidemiológico
Chama-se-lhe vetor a um mecanismo de transmissão, geralmente um organismo vivo, morto ou latente, que transmite um agente infecioso ou patogénico desde os indivíduos afectados já seja hóspede ou portador a outros que ainda não portam esse agente. Por exemplo, os mosquitos da família culícidos são vetores de diversos vírus e protistas patogénicos. A maior parte dos vetores são insetos hematófagos, já que os vírus e bactérias encontram um meio fácil de transmissão por contacto directo à circulação sanguínea.

## Vetor genético
Em genética, um vetor é uma agente que transfere informação genética, por algum tipo de meio, de um organismo a outro. Um vetor com o que os cientistas experimentam são os plasmídeos, com os que é possível inserir genes foráneos ao núcleo de uma célula. Também se lhes pode considerar vetores genéticos a todo o tipo de vírus, já que sua principal função é inserir informação genética em outras células.